# Ruínas da Igreja Nossa Senhora da Conceição (Guarapari)

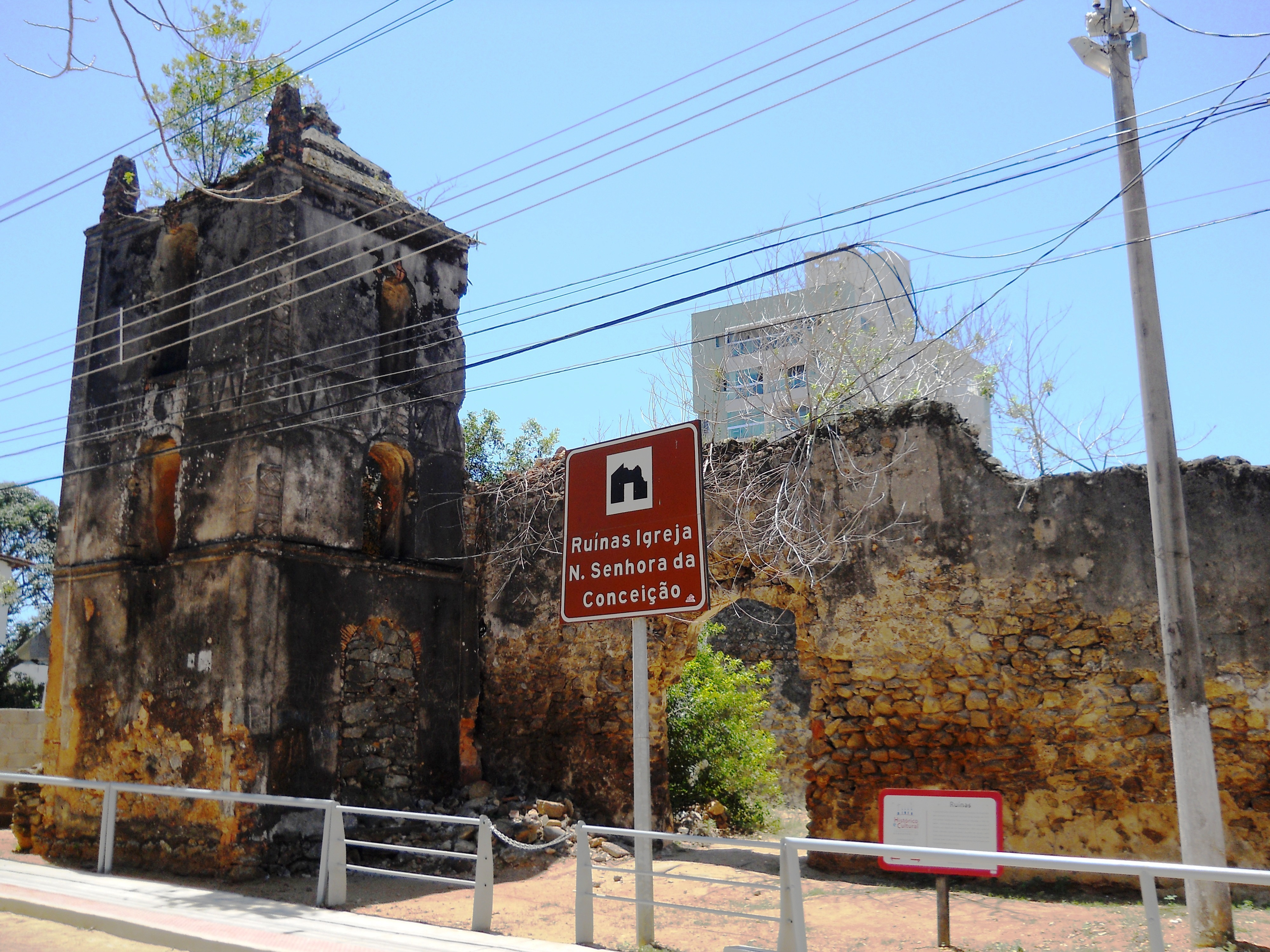
Imagem das ruínas

As Ruínas da Igreja Nossa Senhora da Conceição estão localizadas no Centro do município de Guarapari, no litoral do Espírito Santo, nas proximidades das praias dos Namorados, das Virtudes e da Fonte e também do Morro do Atalaia. A igreja teve construção iniciada no ano de 1677 pelo donatário da capitania, Francisco Gil de Araújo, para substituir outro tempo dedicado à mesma santa. Para a obra, foram utilizadas pedras sobrepostas, unidas por argamassa feita de barro, areia, conchas trituradas e óleo de baleia. Porém, por conta de um incêndio, nunca chegou a ser finalizada, restando parte de sua estrutura. Ainda assim, a edificação teria sido utilizada como cemitério, cadeia e horta para alunos de escola pública. Restaram até hoje parte da Frontis (fachada) e o Campanário (torre), que passaram por processo de reconstrução em 1817.
Por seu valor histórico e arquitetônico, as Ruínas foram tombadas no ano de 1989 pelo Conselho Estadual de Cultura (CEC), por meio da Resolução nº 11/1989, com inscrição de número nº 173, folhas 29 e 30 no Livro do Tombo Histórico. Está localizado num entorno que possui outros monumentos históricos de grande importância para o município e para o estado do Espírito Santo, como a Poço dos Jesuítas e a Igreja de Nossa Senhora da Conceição, antiga Igreja Matriz.
No dia 9 abril de 2020, foi registrado por moradores um incêndio nas ruínas. Na ocasião, a Prefeitura Municipal de Guarapari informou que o incêndio foi controlado em cerca de 20 minutos após o acionamento pelo Corpo de Bombeiros, mas a causa não havia sido confirmada. A ocorrência gerou protestos de entidades culturais do município pedindo mediadas de proteção ao patrimônio representado pelas Ruínas da Igreja Nossa Senhora da Conceição.

## Sarau Ruínas
A partir de 2015, o coletivo cultural Sinestesia - Criatividade Coletiva junto a outros grupos artísticos e culturais de Guarapari passou a organizar em frente ao local o Sarau Ruínas, que se tornou um dos mais destacados eventos independentes no município, tendo realizado edições anuais, tendo acontecido até 2021 cinco edições, incluindo uma em formato online por conta da pandemia de Covid-19.
O local serve de cenário para diversas apresentações de artistas e grupos culturais de Guarapari e outros municípios, tendo movimentado centenas de pessoas desde a primeira edição. Segundo organizadores, entre os objetivos do Sarau Ruínas estão visibilizar o monumento histórico para fortalecer a identidade cultural e memória da população local, contribuir com a construção da cena cultural do município, que seria carente de políticas públicas para o setor e ocupar o espaço público.